# Арефіно (Сафоновський район)
Арефіно (рос. Арефино) — присілок Сафоновського району Смоленської області Росії. Входить до складу Прудківського сільського поселення.
Населення — 5 осіб (2007 рік).